# Unterseeboot 1108
L'Unterseeboot 1108 ou U-1108 est un sous-marin allemand (U-Boot) de type VIIC/41 utilisé par la Kriegsmarine pendant la Seconde Guerre mondiale.
Le sous-marin fut commandé le 2 avril 1942 à Emden (Nordseewerke), sa quille fut posée le 20 septembre 1943, il fut lancé le 5 septembre 1944 et mis en service le 18 novembre 1944, sous le commandement de l'Oberleutnant zur See Wolf Wigand.
L'U-1108 n'a, ni coulé, ni endommagé de navire n'ayant pris part à aucune patrouille de guerre.
Il capitula à Horten en mai 1945 avant d'être transféré dans la Royal Navy en juillet 1945.

## Conception
Unterseeboot type VII, l'U-1108 avait un déplacement de 759 tonnes en surface et 860 tonnes en plongée. Il avait une longueur hors-tout de 67,20 m, un maître-bau de 6,20 m, une hauteur de 9,60 m et un tirant d'eau de 4,74 m. Le sous-marin était propulsé par deux hélices de 1,23 m, deux moteurs diesel Germaniawerft F46 de 6 cylindres en ligne de 1 400 cv à 470 tr/min, produisant un total de 2 060 à 2 350 kW en surface et de deux moteurs électriques Siemens-Schuckert GU 343/38-8 de 375 cv à 295 tr/min, produisant un total 550 kW, en plongée. Le sous-marin avait une vitesse en surface de 17,7 nœuds (32,8 km/h) et une vitesse de 7,6 nœuds (14,1 km/h) en plongée. Immergé, il avait un rayon d'action de 80 milles marins (150 km) à 4 nœuds (7,4 km/h; 4,6 milles par heure) et pouvait atteindre une profondeur de 230 m. En surface son rayon d'action était de 8 500 milles nautiques (soit 15 700 km) à 10 nœuds (19 km/h).
L'U-1108 était équipé de cinq tubes lance-torpilles de 53,3 cm (quatre montés à l'avant et un à l'arrière) et embarquait quatorze torpilles. Il était équipé d'un canon de 8,8 cm SK C/35 (220 coups), d'un canon antiaérien de 20 mm Flak et d'un canon 37 mm Flak M/42 qui tire à 15 350 mètres avec une cadence théorique de 50 coups par minute. Il pouvait transporter 26 mines TMA ou 39 mines TMB. Son équipage comprenait 4 officiers et 40 à 56 sous-mariniers.

## Historique
Il reçut sa formation de base au sein de la 8. Unterseebootsflottille puis dans la 5. Unterseebootsflottille.
Il sert de navire de formation pour les équipages jusqu'en mai 1945.
L'U-1108 se rend aux forces alliées le 9 mai 1945 à Horten, en Norvège.
Il est ensuite transféré à Lisahally le 27 mai 1945.
Obtenu par la Royal Navy en juillet 1945, l'U-1108 devient désormais un sous-marin de type N. Il échappe donc à l'Opération Deadlight.
Le sous-marin offre des expériences à la Marine britannique jusqu'en 1949, date à laquelle il est démoli en mai à Briton Ferry, au Pays de Galles.

## Affectations
- 8. Unterseebootsflottille du 18 novembre 1944 au 15 février 1945 (Période de formation).
- 5. Unterseebootsflottille du 16 février 1945 au 8 mai 1945 (Période de formation).

## Commandement
- Oberleutnant zur See Wolf Wigand du 18 novembre 1944 au 9 mai 1945.